# حملات موريكيوس في البلقان
حملات موريس في البلقان سلسلة من الحملات العسكرية شنها الإمبراطور الروماني موريس (فترة الحكم 582-602) في محاولة للدفاع عن مقاطعات البلقان التابعة للإمبراطورية الرومانية من الآفار والسلافيين الجنوبيين. كان موريس الإمبراطور الروماني الشرقي الوحيد، بالإضافة إلى أناستاسيوس الأول، الذي بذل جهده لتنفيذ سياسات البلقان المحددة خلال العصور القديمة المتأخرة من خلال توجيه الاهتمام لحماية الحدود الشمالية من الغارات البربرية. خلال النصف الثاني من حكمه، كانت حملات البلقان الاهتمام الرئيسي لسياسات موريس الخارجية، ومكنته معاهدة سلام مع الإمبراطورية الفارسية في 591 من نقل قواته المتمرّسة من الجبهة الفارسية إلى البلقان. وسرعان ما أثمرت إعادة تركيز الجهود الرومانية: تلت الإخفاقات الرومانية المتكررة قبل عام 591 سلسلة من النجاحات.
يسود الاعتقاد أن حملات موريس كانت مجرد إجراء رمزي وأن الحكم الروماني في البلقان انهار فورًا بعد الإطاحة به في 602، كان موريس في طريقه لإفشال الوصول السلافي إلى البلقان وحافظ تقريبًا على نظام العصور القديمة المتأخرة هناك. لم يتلاش نجاحه إلا بعد أكثر من عشر سنوات من الإطاحة به.
بمنظور رجعي، كانت حملات موريس الحملات الأخيرة في سلسلة الحملات الرومانية الكلاسيكية ضد البرابرة على نهري الراين والدانوب، ما أدى فعليًا إلى تأخير وصول السلافيين إلى البلقان عقدين من الزمن. وبالنسبة للسلافيين، لم تختلف هذه الحملات عن الحملات الرومانية ضد القبائل غير المنظمة ضمن ما يعرف الآن بالحرب غير المتكافئة.

## خليج البلقان قبل 582
عند تولي موريس الحكم، كُشف إهمال أسلافه في البلقان. أهمل جستينيان الأول دفاعات البلقان ضد السلافيين، الذين هددوا الحدود منذ العام 500 ونهبوا مقاطعات البلقان. ورغم أنه بنى تحصينات نهر الدانوب مجددًا، تجنب الحملات ضد السلافين، لصالح التركيز على الساحتين الشرقية والغربية. دعم ابن أخيه وخليفته، جاستن الثاني، الخلاف بين الآفار والغبيديين ولاحقًا بين الآفار والسلافيين. لكن هذا قوّى الآفار وجعلهم تهديدًا أكبر من الغبيديين والسلافيين. وسمح جاستن الثاني للآفار بمهاجمة السلافيين من الأراضي الرومانية، فعرفوا مواقع الغنائم. وزاد الطين بلة أن جاستن الثاني بدأ الحرب الرومانية الفارسية 572-591، التي أجبرت القوات على التربص في الشرق تاركةً البلقان. سلف موريس ووالد زوجته، تيبريوس الثاني قسطنطين، أفرغ الخزانة. ولهذه الأسباب كلها، استمرت الغارات السلافية في البلقان.
قبل بضعة أشهر من اعتلاء موريس العرش في شتاء 581-582 استولى خاقان الآفار بايان، بمعاونة القوات المساعدة السلافية، على سيرميوم، وهي مستوطنة كبيرة محصنة جنوب نهر الدانوب. من خلال ذلك، أنشأ بايان قاعدة عمليات جديدة داخل الأراضي الرومانية يمكنه الإغارة منها على أي منطقة في البلقان دون عوائق. لم يخرج الآفار من الإقليم حتى وافق الرومان على دفع 80,000 صوليدوس سنويًا. لم يكن السلافيون، الخاضعون جزئيًا لحكم الآفار، ملزمين بالمعاهدة واستمروا في النهب جنوب نهر الدانوب، ما جعل من الآفار والسلافيين تهديدين مختلفين تمامًا.

## غزوات الآفار والسلافيين (582-591)
في 583، طالب الآفار بزيادة الإتاوة إلى 100,000 صوليدوس. قرر موريس إيقاف دفع الإتاوة، وخلص إلى أن التنازلات الإضافية ستجلب مطالب إضافية. وبدأ الآفار الغزو مجددًا في 583 واستولوا على سينغيديونوم بعد مقاومة كبيرة. تحرك الآفار بسرعة شرقًا واستولوا على فيميناسيوم وأوغوستا، ووصلوا بهجومهم إلى أنشيالوس في الجنوب الشرقي بعد ثلاثة أشهر فقط من الحرب. التقى مبعوثون رومان بالآفار بالقرب من أنشيالوس، لكن المفاوضات فشلت بعد أن هدد شاغان الآفار بالمزيد من الغزو، ما أثار رد فعل غاضب من كومينتيولوس، أحد المبعوثين الرومان. ومع ذلك، أقام موريس السلام في عام 584 ووافق على مطالب الآفار البالغة 100,000 صوليدوس. لم توقف المعاهدة السلافيين الذين بدؤوا الإغارة جنوبًا نحو مقدونيا واليونان، وهو ما تؤكده العملة المكتشفة في المنطقة، خاصة في أتيكا قرب أثينا وفي بيلوبونيز.
بما أن قوات موريس كانت مجبرة على التواجد على الحدود الفارسية بسبب الحرب التي شنها جاستن الثاني، لم يكن بإمكان موريس سوى حشد جيش صغير ضد الآفار والسلافيين الذين كانوا يعيثون في البلقان. أعاقت جهودَه حقيقة أن العمليات في البلقان مسألة دفاعية تمامًا. وبخلاف الساحة الفارسية، لم يوفر البلقان للجنود إمكانية زيادة مواردهم من خلال النهب، ما جعل القتال فيها غير مرغوب إلى حد ما. وجدت قوات موريس غير المتحمسة صعوبة في تحقيق أي نجاح. باستثناء انتصار كومينتيولوس في أدريانوبل 584-585 الذي حرف الغارات السلافية نحو اليونان. وربما حدث التدمير الواضح لأجزاء شاسعة من أثينا القديمة في ذلك الوقت.
تدهورت البلقان لاحقًا لدرجة سمحت لشاه فارس هرمز الرابع في عام 585 بأن يأمل في التفاوض على معاهدة سلام من شأنها أن تترك أرمينيا للفرس. رفض موريس العرض وتمكن من التفاوض على شروط سلام أكثر ملاءمة في 591، بعد نجاحات كبيرة في ساحة المعركة. في ذلك الوقت، كان موريس مقيدًا بالغارات الآفارية والسلافية ويأمل أن تتمكن قواته الحامية في سينغيديونوم من ردع الغزاة، الذين شكلوا تهديدا مستمرا لأرض الآفار، على الجانب الآخر من نهر الدانوب. كان الوجود الروماني في سينغيديونوم قويا بما يكفي لإيقاف غارات الآفار باستمرار. لكنه لم يتمكن من منع هجماتهم.
على الرغم من تواجد الحامية الرومانية في سينغيديونوم، دمر الآفار بلدتي راتياريا وأوسكوس المحصنتين، على نهر الدانوب، وحاصروا سالونيك في 586، ورافقت ذلك غارات سلافية وصولًا إلى بيلوبونيز. تجنب الجيش الروماني الأقل عددًا بقيادة كومينتيولوس أي مواجهة مباشرة واكتفى بعرقلة غارات الآفار من خلال المناوشات والهجمات الليلية، وهي وسيلة تكتيكية نصحت بها إستراتيجية موريس. في 586 و587، حقق كومينتيولوس عدة انتصارات ضد السلافيين على نهر الدانوب السفلي وكاد يلقي القبض على الخاقان بايان مرتين. في توميس، على شواطئ البحر الأسود، هرب الخاقان عبر ساحل على شكل بحيرة، وأحبط كمين كان ينتظره على المنحدر الجنوبي لجبال البلقان بسبب سوء التواصل بين القوات الرومانية.